# Cerro Bayo
A Cerro Bayo egy vulkán Argentína és Chile határán, az Andokban. Jelentős télisport-központ, síelők és hódeszkások nagy számban látogatják.